# Marcetia nervulosa
Marcetia nervulosa är en tvåhjärtbladig växtart som beskrevs av Markgr.. Marcetia nervulosa ingår i släktet Marcetia och familjen Melastomataceae. Inga underarter finns listade i Catalogue of Life.